# Plaesianillus
Plaesianillus là một chi nhện trong họ Linyphiidae.